# Tour de Iskandar Johor
El Tour de Iskandar Johor es una carrera ciclista profesional por etapas que se realiza en el mes abril recorriendo el estado de Johor en Malasia. Es la carrera internacional de ciclismo más al sur del continente asiático y toma su nombre del sultán Iskandar de Johor.
La carrera fue creada en el año 2019 como parte del circuito UCI Asia Tour bajo categoría 2.2. Su primera edición constó de 3 etapas y un total de 403 km y fue ganada por el ciclista alemán Mario Vogt.

## Palmarés
| Año  | Ganador    | Segundo      | Tercero           |
| ---- | ---------- | ------------ | ----------------- |
| 2019 | Mario Vogt | Kōhei Uchima | Cristian Raileanu |

## Palmarés por países
| País     | Victorias |
| -------- | --------- |
| Alemania | 1         |